# 明田鉄男
明田 鉄男（あけた てつお、1921年8月18日 - ）は、日本の歴史家、文筆家。

## 経歴
愛媛県出身。京都大学法学部卒。読売新聞大阪本社記者、論説委員。1964年小説「月明に飛ぶ」でオール読物新人賞受賞。のち、霊山歴史館主任研究員、滋賀女子短期大学教授。
1993年、著書『日本花街史』で、島原の揚屋として寛永以来使われ、国の重文にも指定されている「角屋（すみや）」の中川徳右衛門・十三代当主と、財団法人「角屋保存会」が、明田と雄山閣出版を相手に「内部の写真を無断で掲載、角屋が女性の自由を奪ったような表現で名誉を傷つけられた」などとして全国紙への謝罪広告と保存会、中川当主に各250万円の損害賠償を求める訴えを京都地裁に起こした。明田が用いた写真は新聞社から提供されたもので、94年地裁は角屋の請求を棄却した。

## 著書
- 『幕末京都』 上、白川書院〈京都市民史シリーズ〉、1967年6月10日。(要登録)
- 『幕末京都』 下、白川書院〈京都市民史シリーズ〉、1967年9月1日。(要登録)
- 『乱世京都』 上、白川書院〈京都市民史シリーズ〉、1969年7月1日。(要登録)
- 『乱世京都』 下、白川書院〈京都市民史シリーズ〉、1969年10月1日。(要登録)
- 『江戸と京都』 上、白川書院〈京都市民史シリーズ〉、1970年8月1日。(要登録)
- 『江戸と京都』 下、白川書院〈京都市民史シリーズ〉、1971年7月1日。(要登録)
- 日本風俗史学会 編『考証幕末京都四民の生活』雄山閣出版〈風俗文化史選書 11〉、1974年7月10日。(要登録)
- 『幕末維新全殉難者名鑑』（編）全4巻 新人物往来社 1986
- 『日本花街史』雄山閣出版 1990.12
- 『近世事件史年表』雄山閣出版 1993
- 『江戸10万日全記録 実録事件史年表』編著 雄山閣 2003.8
- 『維新京都を救った豪腕知事 槙村正直と町衆たち』小学館 2004.1
- 『日本花街史 上』雄山閣出版 2025.2
- 『日本花街史 下』雄山閣出版 2025.2

## 参考
- http://bookweb.kinokuniya.co.jp/htm/4096260754.html